# Алекси Аженса
Алекси Аженса (фр. Alexis Ajinça; Сент Етјен, 6. мај 1988) бивши је француски кошаркаш. Играо је на позицији центра.
Са репрезентацијом Француске освојио је златну медаљу на Европском првенству 2013. Са репрезентацијом Француске до 19 година освојио је бронзану медаљу на Светском првенству 2007.

## Успеси

### Клупски
- Елан Берне По Ортез:
  - Куп Француске (1): 2007.

### Репрезентативни
- Европско првенство до 16 година: 
  -  2004.
- Европско првенство до 18 година: 
  -  2006.
- Светско првенство до 19 година: 
  -  2007.
- Европско првенство: 
  -  2013.